# Punchbowl Crater
Le Punchbowl Crater est un cratère volcanique des États-Unis situé dans l'État d'Hawaï, sur l'île d'Oahu, au nord-est du centre-ville d'Honolulu. Il s'agit d'un anneau de tuf formé il y 75 000 à 100 000 ans, au sommet relativement plat accueillant le National Memorial Cemetery of the Pacific, un cimetière militaire national.
Parmi les étymologies possibles, son nom hawaïen pū-o-waina, signifierait « colline du sacrifice », en raison des sacrifices humains qui y ont été sans doute effectués.

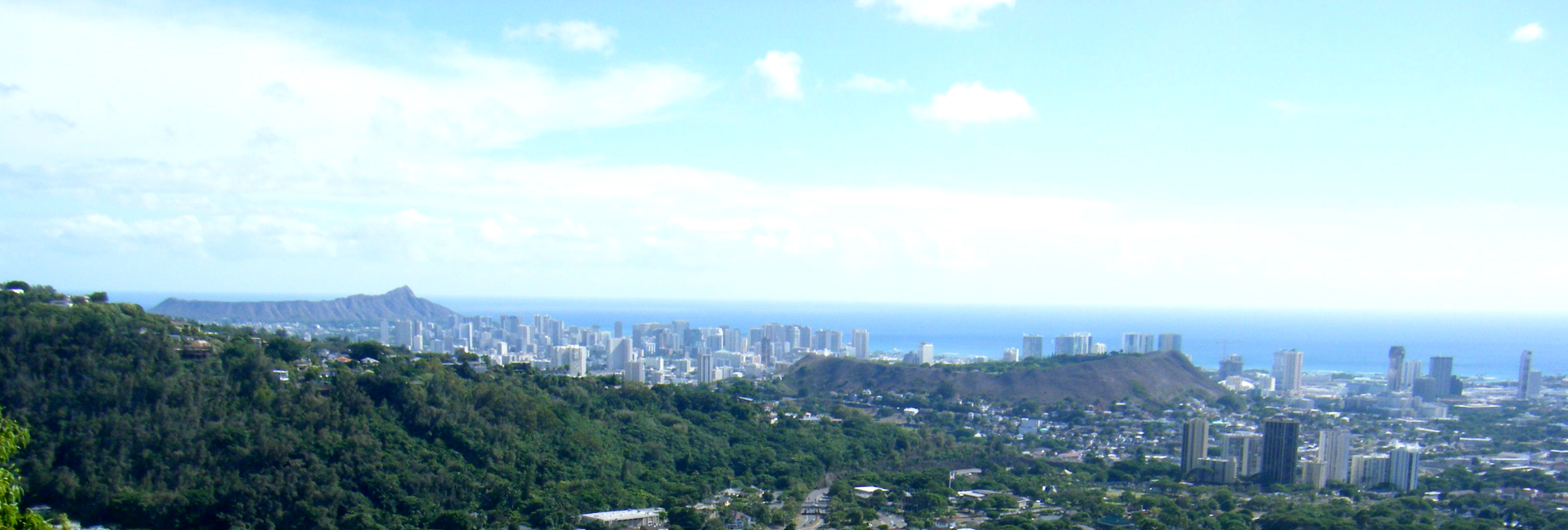
Vue panoramique depuis le parc Na Pueo avec Diamond Head sur la gauche, Punchbowl Crater au centre et Honolulu à leurs pieds.